# Rue Louis Scutenaire
Pour les articles homonymes, voir Louis et Scutenaire.
La rue Louis Scutenaire (en néerlandais : Louis Scutenairestraat) est une rue bruxelloise de la commune de Schaerbeek qui va de l'avenue Charbo à l'avenue Félix Marchal en passant par la rue Marcel Mariën et en longeant l'arrière du théâtre de la Balsamine et l'ancienne caserne Prince Baudouin (résidence Alexander's Plaza).
Il s'agit d'une rue à sens unique, accessible uniquement par l'avenue Félix Marchal, mais à double sens pour les cyclistes (Sul). Cette rue qui a été tracée au début des années 2000, porte le nom de l'écrivain surréaliste belge Louis Scutenaire, né à Ollignies le 29 juin 1905 et mort à Bruxelles le 15 août 1987.
La petite place entre le théâtre de La Balsamine et la rue Louis Scutenaire, est connue des schaerbeekois sous le nom de place Scutenaire.

## Adresse notable
- nos 9-10 : Appartements du Foyer Schaerbeekois